# A16 (België)
De A16 is een korte Belgische autosnelweg. De weg start aan de A7 tussen Bergen en de grens met Frankrijk, en gaat van daaruit noordwaarts door enkele kleinere gemeenten in Henegouwen. Eindpunt is de A8 bij Doornik. Onder de nationale nummering is de A16 slechts een korte snelweg, maar de weg vormt een stuk van het traject van de belangrijke Europese weg E42 (de benaming Autoroute de Wallonie is dan ook meer van toepassing op de volledige E42 dan op de A16). Aan de zogenaamde eindpunten loopt de A16 dan ook vlot en bijna onmerkbaar over in de A7 en de A8, die het traject van de E42 voortzetten. De weg vormt de belangrijkste verbinding van Doornik naar Bergen en de rest van Wallonië.
De nummering van de afritten sluit aan bij die van de A7 : op de A7 is afrit nr. 25 (Saint-Ghislain) de laatste afrit voor de splitsing te Hautrage en op de A16 is afrit nr. 26 (Pommerœul) de eerste afrit erna.